# Lúcio Nerácio Marcelo
Lúcio Nerácio Marcelo (em latim: Lucius Neratius Marcellus) foi um general e senador romano nomeado cônsul sufecto para o nundínio de 13 de janeiro a abril no lugar de Domiciano com Tito Flávio Clemente e eleito cônsul ordinário em 129 com Públio Juvêncio Celso. Além disto, foi governador da Britânia. Sua vida é um exemplo de como o patrocínio funcionava no final do século I e início do século II no Império Romano.

## Origem
A gente Nerácia era a cidade italiana de Sepino, na região de Sâmnio. Olli Salomies, em seu estudo sobre a nomenclatura romana imperial, apresentou evidências convincentes de que ele era irmão do jurista Lúcio Nerácio Prisco e, portanto, filho biológico de Lúcio Nerácio Prisco, cônsul em 87. Mais tarde, foi adotado pelo seu tio Marco Hírrio Frontão Nerácio Pansa, cônsul em 73 ou 74, que não tinha filhos.

## Carreira
Uma inscrição recuperada em Sepino fornece detalhes de sua carreira política. Marcelo foi triúnviro monetário ainda na adolescência, o mais prestigioso dos quatro comitês dos vigintiviri e uma função normalmente reservada a patrícios ou favoritos do imperador. Uma outra inscrição, de Xanthos, indica que ele foi homenageado com seu pai adotivo enquanto ele governava a província da Lícia e Panfília como legado imperial. Quando retornaram, os dois foram elevados ao patriciado (adlectio), provavelmente no censo de 73/74. O novo status abriu novas oportunidades, incluindo a dispensa da necessidade de assumir vários postos da magistratura republicana previamente ao consulado.
Marcelo depois foi nomeado responsável pelas minutas e atas do Senado Romano ("curator acta senatorum"), a primeira pessoa conhecida a assumir este posto. Aos vinte e cinco anos, foi questor, um dos dois selecionados para atender diretamente o imperador e cuja função era, entre outras coisas, ler seus discursos no Senado. Depois foi admitido no colégio dos sálios palatinos. Marcelo continuou servindo ao imperador e foi nomeado tribuno da Legio XII Fulminata como parte da campanha liderada pelo seu pai adotivo, Nerácio Pansa, na Capadócia entre 75 e 76.
Como era patrício, foi nomeado cônsul sufecto em 95 sem antes ter sido pretor, substituindo o próprio Domiciano nos idos de janeiro. O historiador Ronald Syme descreve um sufecto no lugar do imperador como "uma grande honraria, quase igual ao consulado ordinário". Depois do consulado, Marcelo serviu como superintendente do suprimento de água de Roma (curator aquarum urbis) até ser nomeado legado imperial na Britânia. Ele certamente estava no posto em 103 segundo um diploma militar; provavelmente ele substituiu Tito Avídio Quieto um ou dois anos antes.

### Britânia
Na época de Marcelo, o exército romano estava lutando para manter o território conquistado por Cneu Júlio Agrícola uma geração antes. A II Adiutrix havia sido remanejada para a fronteira do Danúbio em 92 juntamente com três coortes de auxiliares batavos. Além disto, o imperador Trajano precisou de reforços para sua campanha na Dácia e convocou vexillationes do exército da Britânia. Os nativos aproveitaram a oportunidade: escavações em na Escócia revelam sinais de incêndios. Embora os romanos geralmente queimassem o que não valia a pena recuperar quando deixavam um forte para trás, as escavações também revelaram restos humanos e grandes quantidades de equipamentos militares, incluindo armaduras danificadas com sinais evidentes de combate. Todas estas evidências apontam para um recuo da fronteira (limes) sendo recuada para a linha de Stanegate, uma reorganização que certamente estava entre as tarefas de Marcelo.
Marcelo era amigo de Plínio, o Jovem e, apesar de nenhuma das cartas dele para Marcelo tenha sobrevivido, uma de suas cartas o menciona. Plínio queria que Marcelo fizesse de Suetônio um tribuno na Britânia e, quando ele conseguiu, o próprio Suetônio acabou recusando o posto, que Plínio transferiu para um parente dele. Esta história indica que Marcelo tinha condições de realizar nomeações militares facilmente através de sua rede de patrocínios e, aparentemente, sem consultar o exército.
Outro exemplo da atuação de Marcelo neste sentido está no rascunho de uma carta recuperada nas ruínas do antigo forte romano em Vindolanda. O comandante da nona coorte de batavos estacionada ali, Flávio Cerial, escreveu a um amigo chamado Crispino sobre um encontro com o governador Marcelo. O texto está danificado neste ponto e muitas teorias foram apresentadas sobre o motivo deste encontro. Anthony Birley sugere que Cerial estava pedindo a Crispino que intercedesse em seu nome para conseguir uma promoção ou transferências; M. P. Speidel e R. Seider sugerem que este seria um exemplo de litterae commendaticiae ou uma carta introdutória de Cerial a Crispino. Em sua edição da carta, Alan K. Bowman e J. David Thomas ofereceram uma interpretação mais prosaica: "o autor está pedindo a Crispino que [...] torne seu serviço militar mais agradável o colocando em bons termos com tanta gente influente quanto possível".

### Anos finais
A próxima evidência sobre Nerácio Marcelo é de décadas depois de seu retorno da Britânia, quando ele foi eleito cônsul ordinário em 129 com Públio Juvêncio Celso. Notando que o imperador Adriano contava com seu irmão para se aconselhar, Birley acredita que Marcelo era "familiar" do imperador, o que pode ser a razão da rara homenagem de um segundo consulado. Porém, Birley lembra "é possível que isto tenha acabado de forma triste logo depois, pois entre os amigos mais próximos de Adriano [...] o autor da História Augusta lista um Marcelo que foi forçado ao suicídio pelo imperador".

## Família
Nerácio Marcelo se casou duas vezes, a primeira com Corélia Hispula, a filha do idoso amigo de Plínio Quinto Corélio Rufo, cônsul sufecto em 78. Depois, com Domícia Vetila, filha de Lúcio Domício Apolinário, cônsul sufecto em 97. Do primeiro, teve pelo menos um filho, Lúcio Corélio Nerácio Pansa, cônsul em 122.